# 莫仕连接器

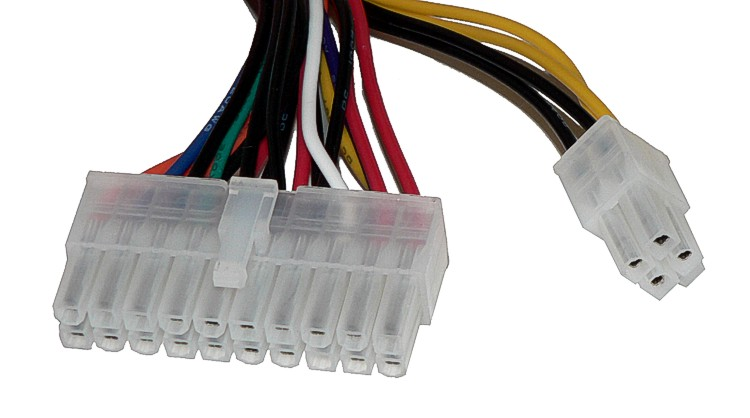
ATX主板上的莫仕连接器

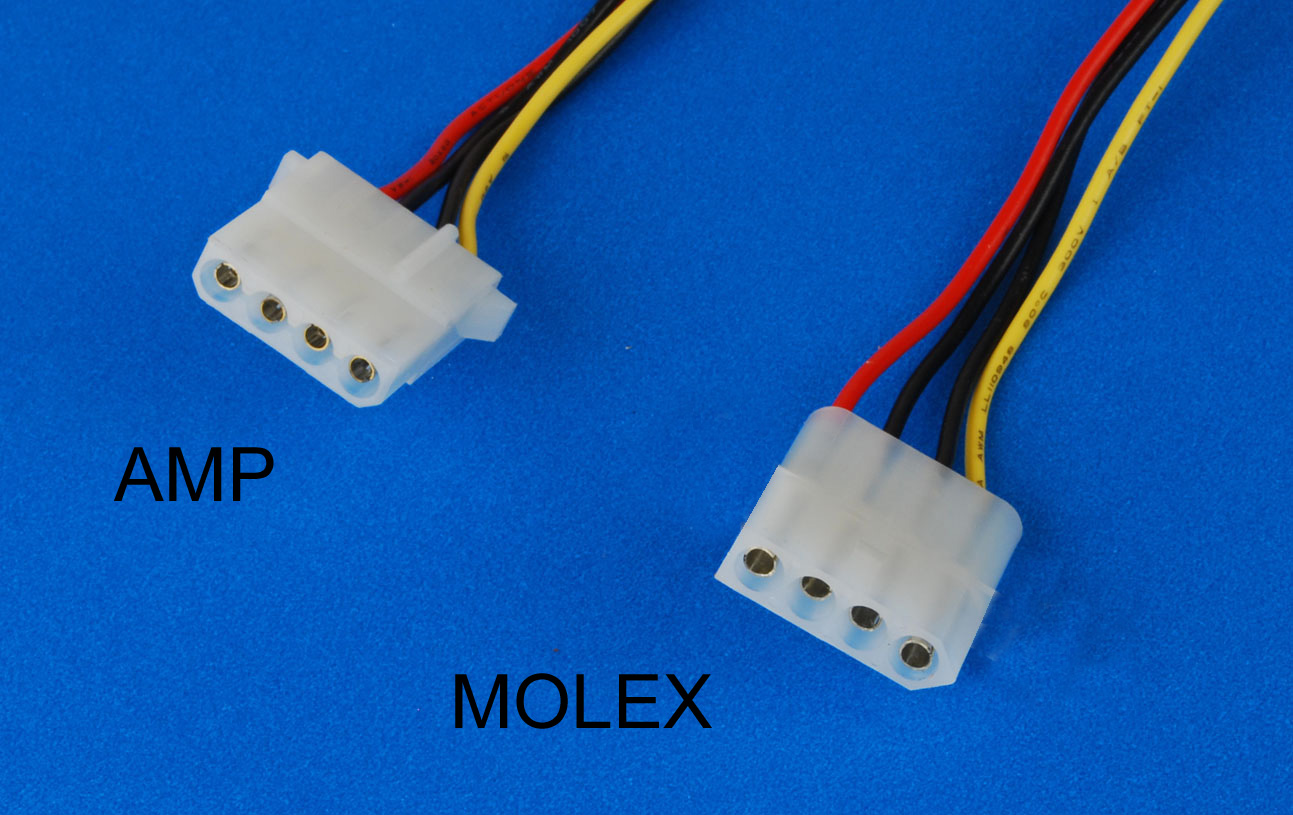
莫仕连接器

莫仕连接器（Molex connector）是由莫仕於1950年代末至1960年代初推出的一種將插針和插口連接在一起的連接器，莫仕连接器一度是相關行業的連接器标准。 人們在家用电器、汽车、自動販賣機以及小型计算机中均能看到莫仕连接器。